# Panorama Heights (Kalifornija)
Panorama Heights je naseljeno područje za statističke svrhe u američkoj saveznoj državi Kalifornija. Prema popisu stanovništva iz 2010. u njemu je živjelo 41 stanovnika.